# Renània-Palatinat
|  | Aquest article tracta sobre l'estat alemany de Renània-Palatinat. Si cerqueu la regió del Palatinat, vegeu «Palatinat (regió)». |

Renània-Palatinat (en alemany: Rheinland-Pfalz [ˈʁaɪ̯nlantˈp͡falt͡s]) és un dels 16 Bundesländer (estats federals) d'Alemanya.

## Districtes rurals de Renània-Palatinat
1. Ahrweiler
2. Altenkirchen
3. Alzey-Worms
4. Bad Dürkheim
5. Bad Kreuznach
6. Bernkastel-Wittlich
7. Birkenfeld
8. Cochem-Zell
9. Donnersbergkreis
10. Eifelkreis Bitburg-Prüm
11. Germersheim
12. Kaiserslautern
13. Kusel
14. Mainz-Bingen
15. Mayen-Koblenz
16. Neuwied
17. Rhein-Hunsrück
18. Rhein-Lahn
19. Rhein-Pfalz
20. Südliche Weinstraße
21. Südwestpfalz
22. Trier-Saarburg
23. Vulkaneifel
24. Westerwald

## Districtes urbans de Renània Palatinat
1. Frankenthal
2. Kaiserslautern
3. Coblença
4. Landau
5. Ludwigshafen
6. Magúncia
7. Neustadt an der Weinstraße
8. Pirmasens
9. Espira
10. Trèveris
11. Worms
12. Zweibrücken

## Llista de Ministres-presidents de Renània-Palatinat

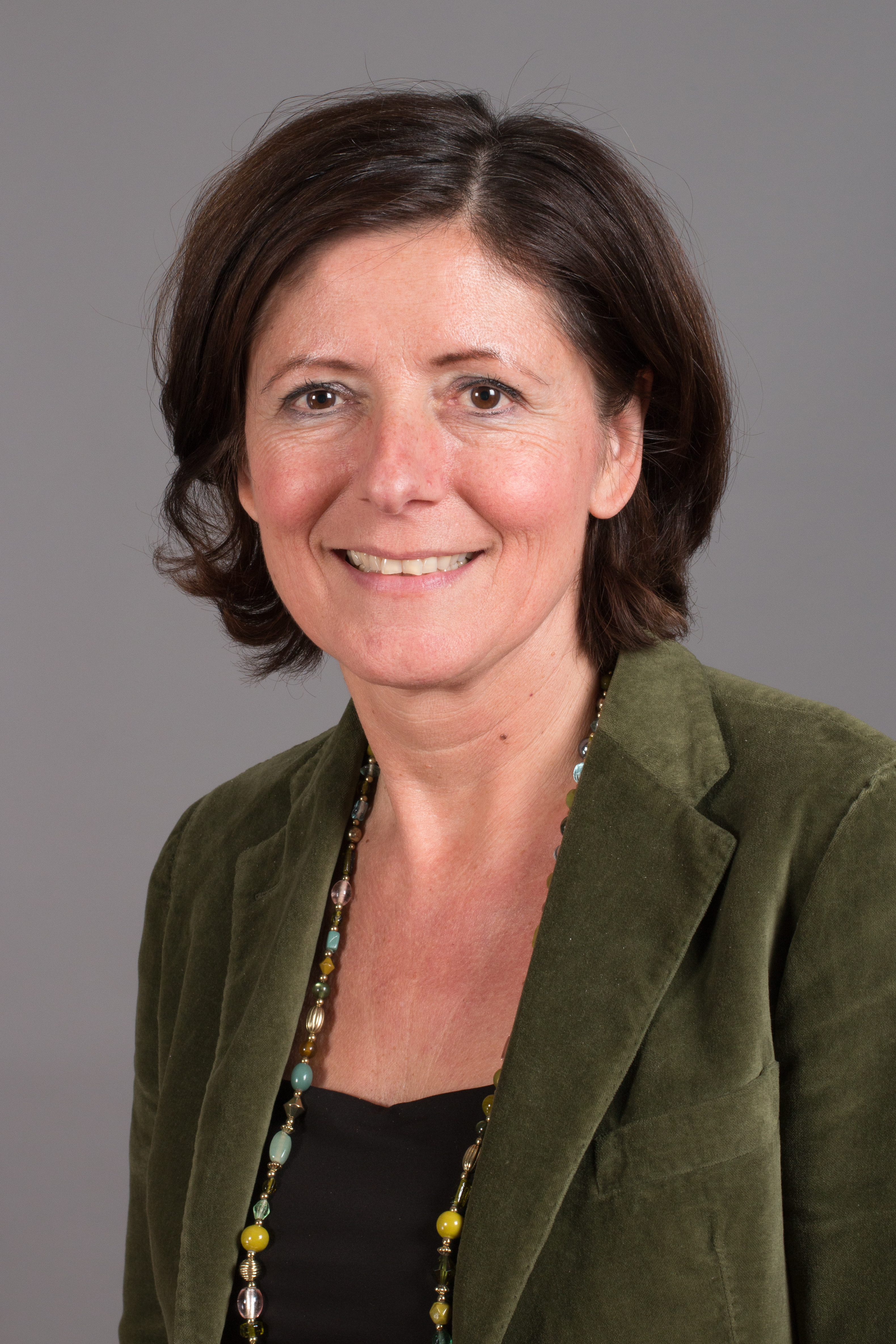
Malu Dreyer

| Ministres-Presidents de Renània-Palatinat | Ministres-Presidents de Renània-Palatinat | Ministres-Presidents de Renània-Palatinat | Ministres-Presidents de Renània-Palatinat | Ministres-Presidents de Renània-Palatinat | Ministres-Presidents de Renània-Palatinat |
| Núm.                                      | Nom                                       | Naixement-Mort                            | Partit                                    | Inici de mandat                           | Fi de mandat                              |
| ----------------------------------------- | ----------------------------------------- | ----------------------------------------- | ----------------------------------------- | ----------------------------------------- | ----------------------------------------- |
| 1                                         | Wilhelm Boden                             | 1890–1961                                 | CDU                                       | 13 de juny de 1946                        | 9 de juliol de 1947                       |
| 2                                         | Peter Altmeier                            | 1899–1977                                 | CDU                                       | 9 de juliol de 1947                       | 19 de maig de 1969                        |
| 3                                         | Helmut Kohl                               | *1930                                     | CDU                                       | 19 de maig de 1969                        | 2 de desembre de 1976                     |
| 4                                         | Bernhard Vogel                            | *1932                                     | CDU                                       | 2 de desembre de 1976                     | 8 de desembre de 1988                     |
| 5                                         | Carl-Ludwig Wagner                        | 1930-2012                                 | CDU                                       | 8 de desembre de 1988                     | 21 de maig de 1991                        |
| 6                                         | Rudolf Scharping                          | *1947                                     | SPD                                       | 21 de maig de 1991                        | 26 d'octubre de 1994                      |
| 7                                         | Kurt Beck                                 | *1949                                     | SPD                                       | 26 d'octubre de 1994                      | 16 de gener de 2013                       |
| 8                                         | Malu Dreyer                               | *1961                                     | SPD                                       | 16 de gener de 2013                       | actualitat                                |